# أديلتون
أديلتون (بالبرتغالية: Adaílton da Silva Santos‏) هو لاعب كرة قدم برازيلي في مركز الدفاع، ولد في 26 ديسمبر 1979 في سلفادور في البرازيل. لعب مع إي أس نانسي ونادي سون هي ونادي كريسيوما.

## وصلات خارجية
- أديلتون على موقع رابطة كرة القدم الفرنسية للمحترفين (الإنجليزية)
- أديلتون على موقع قاعدة بيانات كرة القدم.إي يو (الإنجليزية)
- أديلتون على موقع ليكيب (الفرنسية)